# Cuadernos de Lingüística de El Colegio de México
Cuadernos de Lingüística de El Colegio de México (CLECM) es una revista científica de publicación continua y acceso abierto dedicada al campo de la lingüística. Es editada desde 2013 por el Centro de Estudios Lingüísticos y Literarios de El Colegio de México y sus fundadoras son Julia Pozas Loyo (El Colegio de México) y Violeta Vázquez-Rojas Maldonado (El Colegio de México), quienes se desempeñaron como directoras de la publicación desde 2013 hasta 2021. El actual director es Sergio Bogard (El Colegio de México).
La revista publica artículos, notas de investigación y reseñas inéditos sobre temas de lingüística general, escritos tanto en español como en inglés. Siguiendo una política de acceso abierto, sus contenidos se distribuyen en formato digital bajo la licencia Creative Commons Atribución-NoComercial 4.0 Internacional.
La revista se encuentra actualmente indexada en los siguientes servicios bibliográficos: EBSCO, Ulrich's Web, Latindex, Redib, SciELO, ERIH Plus, MLA Bibliography, Sistema de Clasificación de Revistas Mexicanas de Ciencia y Tecnología de CONACYT, Redalyc, Directory of Open Acess Journals y PKP Index.